# Школа (хортикултура)
Школа је део одељка за формирање у хортикултурном расаднику у коме се налазе саднице исте старости. Назив је настао под утицајем немачке терминологије (Baumschule = расадник), а процес формирања често се назива школовањем.
У расаднику постоји неколико школа, а број пресађивања садница исказује се ознаком школе: тако се део расадника са садницама пресађеним из одељка за размножавање означава као прва школа; саднице извађене из прве школе и пресађене, припадају другој школи. Друга школа за већину таксона представља одељак из кога се испоручују стандардне саднице. Дрворедне саднице и оне за посебне намене имају и трећу, четврту ... школу.
Циљ школовања (пресађивања) садница је да се формира корен који се не простире далеко од саднице, а такав, компактан, корен обезбеђује пријем саднице на сталном месту у различитим категоријама зелених простора. Поред тога током школовања формора се и стабло, пинсирањем, као и круна, орезивањем.